# XXIV Giochi centramericani e caraibici
I XXIV Giochi centramericani e caraibici si sono svolti a San Salvador, a El Salvador, dal 23 giugno all'8 luglio 2023.
Ai Giochi hanno preso parte 5395 atleti provenienti da 35 nazioni, impegnati in 37 diversi sport. 7 sport si sono tenuti, in realtà, a Santo Domingo nella Repubblica Dominicana: canoa/kayak, equitazione, hockey su prato, pentathlon moderno, racquetball, taekwondo, tiro a segno.

## Nazioni partecipanti
Hanno preso parte ai Giochi le seguenti nazioni; tra parentesi è indicato il numero di atleti coinvolti per ciascuna di esse.
| Nazioni partecipanti | Nazioni partecipanti | Nazioni partecipanti | Nazioni partecipanti |
| --- | --- | --- | -------------------- |
| - Antigua e Barbuda (13) - Aruba (29) - Bahamas (46) - Barbados (113) - Belize (12) - Bermuda (48) - Centro Caribe Sports (356) - Colombia (405) - Costa Rica (287) - Cuba (489) - Curaçao (48) - Dominica (6) | - El Salvador (495) - Giamaica (173) - Grenada (10) - Guadalupa (12) - Guyana (54) - Haiti (57) - Honduras (103) - Isole Cayman (33) - Isole Vergini Americane (50) - Isole Vergini Britanniche (9) - Martinica (8) - Messico (643) | - Nicaragua (158) - Panama (147) - Porto Rico (396) - Rep. Dominicana (478) - Saint Kitts e Nevis (7) - Saint Lucia (24) - Saint Vincent e Grenadine (19) - Suriname (30) - Trinidad e Tobago (181) - Turks e Caicos (6) - Venezuela (450) |                      |

A causa della sospensione del Comitato Olimpico Guatemalteco del 2022, gli atleti del Guatemala hanno gareggiato sotto la bandiera del Centro Caribe Sports.

## Sport
- Atletica leggera (dettagli)
- Badminton (dettagli)
- Baseball (dettagli)
- Beach volley (dettagli)
- Bowling (dettagli)
- Calcio (dettagli)
- Canoa/kayak (dettagli)
- Canottaggio (dettagli)
- Ciclismo:
  -  BMX (dettagli)
  -  Ciclismo su pista (dettagli)
  -  Ciclismo su strada (dettagli)
  -  Mountain bike (dettagli)
- Equitazione (dettagli)
- Ginnastica: 
  -  Ginnastica artistica (dettagli)
  -  Ginnastica ritmica (dettagli)
  -  Trampolino elastico (dettagli)
- Golf (dettagli)
- Hockey su prato (dettagli)
- Judo (dettagli)
- Karate (dettagli)
- Lotta (dettagli)
- Netball (dettagli)
- Pallacanestro 
  -  Pallacanestro (dettagli)
  -  Pallacanestro 3x3 (dettagli)
- Pallamano (dettagli)
- Pallavolo (dettagli)
- Pattinaggio a rotelle: 
  -  Pattinaggio artistico a rotelle (dettagli)
  -  Pattinaggio di velocità in linea (dettagli)
- Pentathlon moderno (dettagli)
- Pugilato (dettagli)
- Racquetball (dettagli)
- Rugby a 7 (dettagli)
- Scacchi (dettagli)
- Scherma (dettagli)
- Softball (dettagli)
- Sollevamento pesi (dettagli)
- Sport acquatici: 
  -  Nuoto (dettagli)
  -  Nuoto in acque libere (dettagli)
  -  Nuoto sincronizzato (dettagli)
  -  Pallanuoto (dettagli)
  -  Tuffi (dettagli)
- Surf (dettagli)
- Taekwondo (dettagli)
- Tennis (dettagli)
- Tennistavolo (dettagli)
- Tiro a segno (dettagli)
- Tiro con l'arco (dettagli)
- Triathlon (dettagli)
- Vela (dettagli)

## Medagliere
Paese ospitante
| Posiz. | Nazione                   | Oro | Argento | Bronzo | Totale |
| ------ | ------------------------- | --- | ------- | ------ | ------ |
| 1      | Messico                   | 145 | 108     | 100    | 353    |
| 2      | Colombia                  | 87  | 92      | 65     | 244    |
| 3      | Cuba                      | 74  | 59      | 63     | 196    |
| 4      | Venezuela                 | 32  | 46      | 80     | 158    |
| 5      | Rep. Dominicana           | 25  | 36      | 50     | 111    |
| 6      | Porto Rico                | 25  | 27      | 44     | 96     |
| 7      | Centro Caribe Sports      | 17  | 27      | 35     | 79     |
| 8      | Trinidad e Tobago         | 8   | 7       | 4      | 19     |
| 9      | El Salvador               | 8   | 3       | 17     | 28     |
| 10     | Panama                    | 5   | 6       | 12     | 23     |
| 11     | Costa Rica                | 4   | 9       | 20     | 33     |
| 12     | Aruba                     | 3   | 7       | 6      | 16     |
| 13     | Giamaica                  | 2   | 6       | 11     | 19     |
| 14     | Barbados                  | 2   | 2       | 5      | 9      |
| 15     | Isole Vergini Americane   | 2   | 0       | 0      | 2      |
| 16     | Nicaragua                 | 1   | 1       | 4      | 6      |
| 17     | Bahamas                   | 1   | 1       | 2      | 4      |
| 18     | Saint Lucia               | 1   | 1       | 1      | 3      |
| 19     | Saint Vincent e Grenadine | 1   | 0       | 2      | 3      |
| 20     | Guyana                    | 1   | 0       | 0      | 1      |
| 21     | Bermuda                   | 0   | 2       | 4      | 6      |
| 22     | Haiti                     | 0   | 1       | 1      | 2      |
| 23     | Curaçao                   | 0   | 1       | 0      | 1      |
| 23     | Isole Cayman              | 0   | 1       | 0      | 1      |
| 25     | Honduras                  | 0   | 0       | 7      | 7      |
| 26     | Dominica                  | 0   | 0       | 2      | 2      |
| 26     | Guadalupa                 | 0   | 0       | 2      | 2      |
| 26     | Isole Vergini Britanniche | 0   | 0       | 2      | 2      |
| 29     | Martinica                 | 0   | 0       | 1      | 1      |
| Totale | Totale                    | 444 | 443     | 540    | 1427   |